# جان کانر (بازیکن فوتبال، زاده ۱۸۹۳)
جان کانر (انگلیسی: John Connor؛ زادهٔ ۱۸۹۳) بازیکن فوتبال اهل بریتانیا است.
از باشگاه‌هایی که در آن بازی کرده‌است می‌توان به باشگاه فوتبال هادرزفیلد تاون اشاره کرد.